# Gouverneur des Antilles néerlandaises
Le gouverneur des Antilles néerlandaises représentait le chef d'État de jure, le souverain des Pays-Bas.

## Liste des gouverneurs de Curaçao et dépendances (1848-1954)
- 1848-1854 : Isaäc Johannes Rammelman Elsevier Jr.
- 1854-1856 : Jacob Bennebroek Gravenhorst (a.i.)
- 1856-1859 : Reinhart Frans van Lansberge
- 1859-1866 : Johannes Didericus Crol
- 1866-1870 : Abraham Mathieu de Rouville
- 1870-1877 : Herman François Gerardus Wagner
- 1877-1880 : Hendrik Bernardus Kip
- 1880-1882 : Johannes Herbert August Willem baron van Heerdt tot Eversberg
- 1882-1890 : Nicolaas van den Brandhof
- 1890-1901 : Charles Augustinus Henry Barge
- 1901-1901 : Theodorus Isaak Andreas Nuyens
- 1901-1909 : Jan Olpbert de Jong van Beeken Donk
- 1909-1909 : John Brown Gorsira
- 1909-1919 : Theodorus Isaak Andreas Nuyens
- 1919-1921 : Oscar Louis Helfrich
- 1921-1921 : John Brown Gorsira
- 1921-1928 : Nikolaas Johannes Laurentius Brantjes
- 1928-1929 : Marius van Dijk (a.i.)
- 1929-1929 : Leonardus Albert Fruytier
- 1929-1930 : Herman Bernard Cornelis Schotborgh
- 1930-1936 : Bartholomaeus Wouther Theodorus van Slobbe
- 1936-1936 : Frans Adriaan Jas (a.i.)
- 1936-1942 : Gielliam Johannes Josephus Wouters
- 1942-1948 : Piet Kasteel
- 1948-1948 : Cornelius Süthoff
- 1948-1951 : Leonard Antoon Hubert Peters
- 1951-1954 : Teun Struycken

## Liste des gouverneurs des Antilles néerlandaises (1954-2010)
- 1954-1956 : Teun Struycken
- 1956-1957 : Frans E.J. van der Valk
- 1957-1961 : Antonius B. Speekenbrink
- 1961-1962 : Christiaan Winkel
- 1962-1962 : A.P.J. van Bruggen
- 1962-1970 : Nicolaas Debrot
- 1970-1983 : Bernadito M. Leito
- 1983-1990 : René Römer
- 1990-2002 : Jaime Saleh
- 2002-2010 : Frits Goedgedrag